# Diane Varsi
Diane Varsi, all'anagrafe Diane Marie Varsi (San Mateo, 23 febbraio 1938 – Hollywood, 19 novembre 1992), è stata un'attrice statunitense, celebre in Italia soprattutto per la sua pellicola di debutto, I peccatori di Peyton (1957).

## Biografia
Era la secondogenita di Russell Varsi, un fioraio, e di sua moglie, Beatrice DeMerchant. Ebbe un'infanzia e un'adolescenza molto irrequiete, e ciò la indusse ad abbandonare gli studi superiori, per intraprendere una lunga serie di lavori occasionali senza futuro.
A metà degli anni cinquanta intraprese un viaggio spirituale che da San Francisco l'avrebbe dovuta condurre in Messico; ciò la portò a restare affascinata dalla città californiana e a decidere di stabilirvisi e coltivare la sua passione per le belle arti. 
Dopo essere entrata nella scuola di recitazione dell'attore Jeff Corey, debuttò come attrice teatrale in una versione autogestita della commedia Gigi. Dopo aver annullato il suo primo matrimonio, di cui nulla si sa,  nel 1955 conobbe e sposò il produttore James Dickson, che divenne anche il suo manager. Grazie ai buoni uffici di Jeff Corey, fu invitata a fare un provino per il regista Mark Robson, che stava preparando il film I peccatori di Peyton. Nonostante i dubbi della produzione a causa della sua inesperienza, venne scritturata per il ruolo di Allison MacKenzie.
Morì nel 1992, a 54 anni, per problemi respiratori. Era anche affetta dalla Malattia di Lyme.

## Filmografia parziale

### Cinema
- I peccatori di Peyton (Peyton Place), regia di Mark Robson (1957)
- Un pugno di polvere (Ten North Frederick), regia di Philip Dunne (1958)
- L'uomo che non voleva uccidere (From Hell to Texas), regia di Henry Hathaway (1958)
- Frenesia del delitto (Compulsion), regia di Richard Fleischer (1959)
- Quattordici o guerra (Wild in the Streets), regia di Barry Shear (1968)
- Il clan dei Barker (Bloody Mama), regia di Roger Corman (1970)
- E Johnny prese il fucile (Johnny Got His Gun), regia di Dalton Trumbo (1971)

### Televisione
- Il dottor Kildare (Dr. Kildare) – serie TV, 2 episodi (1966)
- Tony e il professore (My Friend Tony) – serie TV, un episodio (1969)
- Cannon – serie TV, un episodio (1971)

## Riconoscimenti
- Premio Oscar
  - 1958 – Candidatura alla miglior attrice non protagonista per I peccatori di Peyton

## Doppiatrici italiane
- Maria Pia Di Meo in I peccatori di Peyton, Un pugno di polvere, L'uomo che non voleva uccidere
- Fiorella Betti in Frenesia del delitto
- Marzia Ubaldi in Il clan dei Barker
- Vittoria Febbi in E Johnny prese il fucile